# Schuyler County (New York)
Schuyler County je okres ve státě New York ve Spojených státech amerických. K roku 2010 zde žilo 18 343 obyvatel. Správním městem okresu je Watkins Glen. Celková rozloha okresu činí 886 km².